# ماسایوکی ناکاگومی
ماسایوکی ناکاگومی (انگلیسی: Masayuki Nakagomi؛ زادهٔ ۱۷ اوت ۱۹۶۷) بازیکن فوتبال اهل ژاپن است.
از باشگاه‌هایی که در آن بازی کرده‌است می‌توان به باشگاه فوتبال ساگان توسو، باشگاه فوتبال آویسپا فوکوئوکا، و باشگاه فوتبال کونسادول ساپورو اشاره کرد.